# NGC 1542
NGC 1542 é uma galáxia espiral (Sab) localizada na direcção da constelação de Taurus. Possui uma declinação de +04° 46' 55" e uma ascensão recta de 4 horas, 17 minutos e 14,1 segundos.
A galáxia NGC 1542 foi descoberta em 18 de Novembro de 1863 por Albert Marth.